# Brachymenium sipapoense
Brachymenium sipapoense là một loài rêu trong họ Bryaceae. Loài này được E.B. Bartram mô tả khoa học đầu tiên năm 1960.